# جوديث ريسمان
جوديث ريسمان (بالإنجليزية: Judith Reisman)‏ هي ناشِطة وصحفية وكاتِبة أمريكية، ولدت في 11 أبريل 1935 في نيوآرك في الولايات المتحدة.

## وصلات خارجية
- الموقع الرسمي
- جوديث ريسمان على موقع IMDb (الإنجليزية)
- جوديث ريسمان على موقع إن إن دي بي (الإنجليزية)
- جوديث ريسمان على موقع قاعدة بيانات الفيلم (الإنجليزية)